# Nebraska
Nebraska (phát âm là Nê-brát-xca) là một tiểu bang nội lục thuộc vùng Đại Bình nguyên Bắc Mỹ và vùng địa lý Trung Tây Hoa Kỳ. Tiểu bang Nebraska giáp với tiểu bang Nam Dakota về phía bắc, Iowa về phía đông, Missouri về phía đông nam, Kansas về phía nam, Colorado về phía tây nam và Wyoming về phía tây. Tiểu bang Nebraska là tiểu bang rộng thứ 16 của Hoa Kỳ, có diện tích hơn 200.000 km² và dân số khoảng 1,9 triệu người. Thủ phủ của bang là thành phố Lincoln và thành phố đông dân nhất là Omaha nằm bên sông Missouri.
Trước khi người châu Âu xuất hiện, Nebraska là nơi sinh sống của các dân tộc bản địa như người Omaha, Missouria, Ponca, Pawnee, Otoe và Lakota. Tiểu bang này nằm trên hành trình của cuộc thám hiểm của Lewis và Clark. Vào năm 1867, Nebraska trở thành bang thứ 37 gia nhập liên bang và là bang duy nhất ở Hoa Kỳ có quốc hội đơn viện.
Nebraska gồm có hai vùng địa lý chính: vùng Bình nguyên Dissected Till và vùng Đại Bình nguyên. Bình nguyên Dissected Tills là một vùng đồi thấp và tập trung những thành phố lớn của tiểu bang là Omaha và Lincoln. Vùng Đại Bình nguyên chiếm phần lớn miền tây của bang với phong cảnh đặc trưng là những đồng cỏ rộng lớn phù hợp cho chăn nuôi gia súc. Về mặt khí hậu, nửa phía đông Nebraska có khí hậu lục địa ẩm trong khi nửa phía tây có khí hậu bán khô hạn. Toàn bộ tiểu bang có sự chênh lệch nhiệt độ lớn giữa mùa hè và mùa đông. Bên cạnh đó, tiểu bang này cũng thường phải hứng chịu những trận dông và lốc xoáy dữ dội vào mùa xuân và mùa hè.
Tiểu bang Nebraska có ưu thế về nông nghiệp với những sản phẩm chủ lực là thịt bò, thịt lợn, ngô và đậu tương.
Đây là nơi sinh của Tổng thống Gerald Ford (tại Ohama).

## Tên gọi
Tên gọi Nebraska được lấy từ Ñí Brásge trong tiếng Chiwere hoặc Ní Btháska trong tiếng Omaha–Ponca của người dân bản địa, có nghĩa là "mặt nước phẳng". Sở dĩ có tên gọi này vì người bản địa khi xưa đã đặt tên vùng đất theo sông Platte, một con sông chảy qua tiểu bang này từ phía đông sang phía tây trước khi đổ vào sông Mississippi.

## Lịch sử

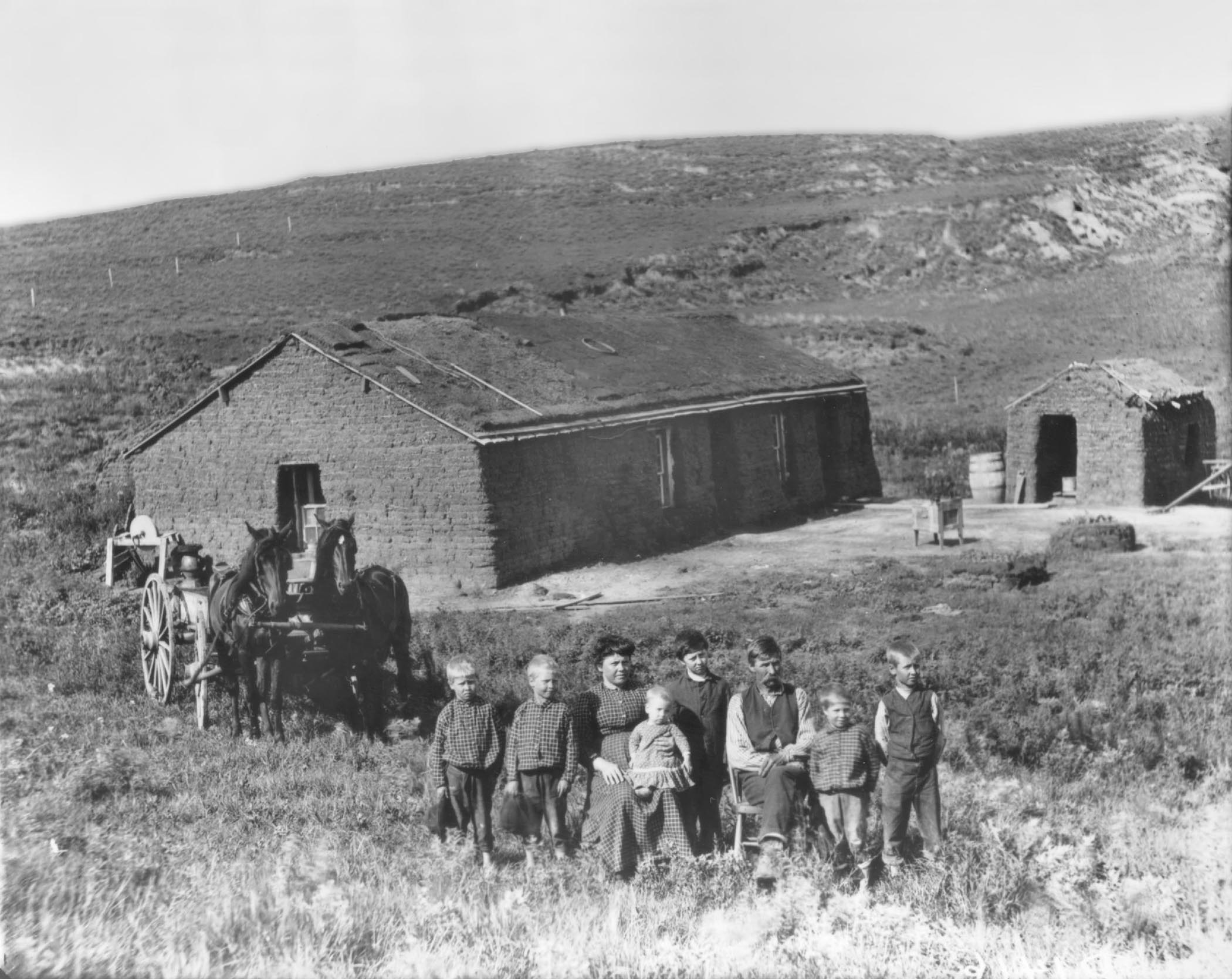
Một gia đình nông dân tại Nebraska cuối thế kỉ 19

Các dân tộc người bản địa đã sinh sống tại Nebraska hàng nghìn năm trước khi người châu Âu đến khai phá vùng đất này. Họ bao gồm các dân tộc Omaha, Missouria, Ponca, Pawnee, Otoe và nhiều nhánh của tộc người Lakota. Một trong số các dân tộc đó di cư từ các vùng ở phía đông bang Nebraska ngày nay.
Sau khi người châu Âu bắt đầu tiến hành thám hiểm, trao đổi thương mại và thành lập các khu định cư tại châu Mỹ, người Pháp và Tây Ban Nha đều có kế hoạch muốn kiểm soát vùng đất này. Trong những năm 1690, người Tây Ban Nha thiết lập các mối quan hệ về thương mại với dân tộc Apache vốn kiểm soát phần phía tây Nebraska. Đến năm 1703, đến lượt người Pháp cũng thường xuyên buôn bán với các tộc người bản địa ở phần lưu vực sông Missouri của bang này, thậm chí ký được một số hiệp ước với họ vào năm 1719. Khi chiến tranh nổ ra giữa hai nước châu Âu, Tây Ban Nha phái một binh đoàn do trung tướng Pedro de Villasur chỉ huy tiến vào Nebraska vào năm 1720. Được sự hỗ trợ từ phía Pháp, hai bộ tộc Pawnee và Otoe đã đánh bại và thảm sát binh đoàn của Tây Ban Nha.
Chiến tranh Bảy năm (1756-1763) nổ ra và buộc Pháp phải nhường vùng Lãnh thổ Louisiana, trong đó bao gồm cả vùng đất Nebraska ngày nay cho Tây Ban Nha vào năm 1762. Sự rút đi của Pháp dẫn đến việc Anh và Tây Ban Nha cùng tranh giành ảnh hưởng tại vùng lưu vực sông Mississippi. Cả hai nước cùng cử ra các phái đoàn để tiếp xúc và buôn bán với người bản địa.
Đến năm 1800, nước Pháp dưới thời Napoléon Bonaparte giành lại quyền kiểm soát Lãnh thổ Louisiana. Tuy nhiên Hoa Kỳ đã mua lại vùng đất này từ Pháp vào năm 1803 với giá 15 triệu USD đương thời, khiến diện tích lãnh thổ Hoa Kỳ được mở rộng gấp đôi. Ngày 30 tháng 5 năm 1854, chính phủ Hoa Kỳ thành lập Lãnh thổ Nebraska, lúc đó bao trùm các phần đất mà ngày nay thuộc các tiểu bang Nebraska, Wyoming, Nam Dakota, Bắc Dakota, Colorado, và Montana. Thủ phủ của lãnh thổ đặt tại thành phố Omaha.
Trong thập niên 1860, chính phủ Mỹ buộc người bản địa vào các khu định cư rồi lấy đất của họ cho người Mỹ gốc châu Âu canh tác. Hàng ngàn người da trắng tràn vào Nebraska để được nhận đất canh tác với giá rất thấp (hoặc miễn phí) khiến dân số vùng đất này tăng nhanh và đủ điều kiện gia nhập liên bang. Ngày 1 tháng 3 năm 1867, Nebraska chính thức trở thành tiểu bang thứ 37 của Hoa Kỳ. Thủ phủ của bang được dời về thành phố Lancaster, sau đổi tên là Lincoln để tưởng nhớ vị tổng thống Hoa Kỳ vừa mới bị ám sát không lâu Abraham Lincoln.
Cuối thế kỉ 19, dân số Nebraska tiếp tục tăng nhanh nhờ đất đai màu mỡ, thời tiết thuận lợi cùng những tiến bộ về khoa học kỹ thuật trong ngành nông nghiệp. Vùng đồng cỏ rộng lớn của Nebraska đặc biệt phù hợp với việc chăn nuôi gia súc, dẫn đến sự phát triển của ngành công nghiệp chế biến thịt. Làn sóng di cư của người Mỹ gốc Phi khỏi miền Nam Hoa Kỳ đến những khu vực khác của đất nước cũng bổ sung thêm dân cư cho Nebraska.
Từ thập niên 1960 về sau, người Mỹ bản địa ở Nebraska tham gia ngày càng tích cực vào các hoạt động chính trị và đấu tranh cho quyền lợi của họ, cũng như xây dựng trường lớp nhằm bảo tồn bản sắc văn hóa.

## Địa lý

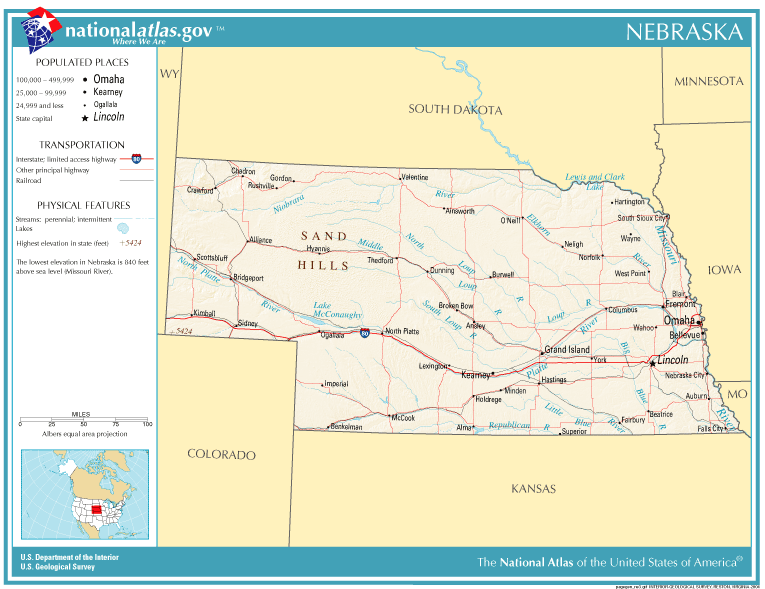
Bản đồ Nebraska

Nebraska giáp với Nam Dakota về phía bắc, Iowa và Missouri về phía đông qua sông Missouri; Kansas về phía nam, Colorado về phía tây nam, và Wyoming về phía đông. Nebraska có 93 quận. Lãnh thổ của tiểu bang thuộc 2 múi giờ khác nhau, với nửa phía đông thuộc múi giờ miền Trung còn nửa phía tây thuộc múi giờ miền núi của Bắc Mỹ. Nebraska có ba con sông chính đều chảy từ phía tây sang phía đông của tiểu bang: sông Platte chảy qua miền trung, sông Niobrara ở miền bắc và sông Republican ở miền nam.
Nebraska bao gồm hai miền đất chính: Bình nguyên Dissected Till và Đại Bình nguyên. Phần cực đông của tiểu bang bị cào bằng bởi những tảng băng từ thời Băng Hà và đồng bằng Dissected Till với những vùng đồi thoải chính là những gì còn lại sau khi băng rút đi. Thủ phủ Lincoln và thành phố lớn nhất tiểu bang Omaha đều tọa lạc bên trong vùng này. Đại Bình nguyên chiếm phần lớn diện tích miền tây tiểu bang Nebraska.

### Khí hậu

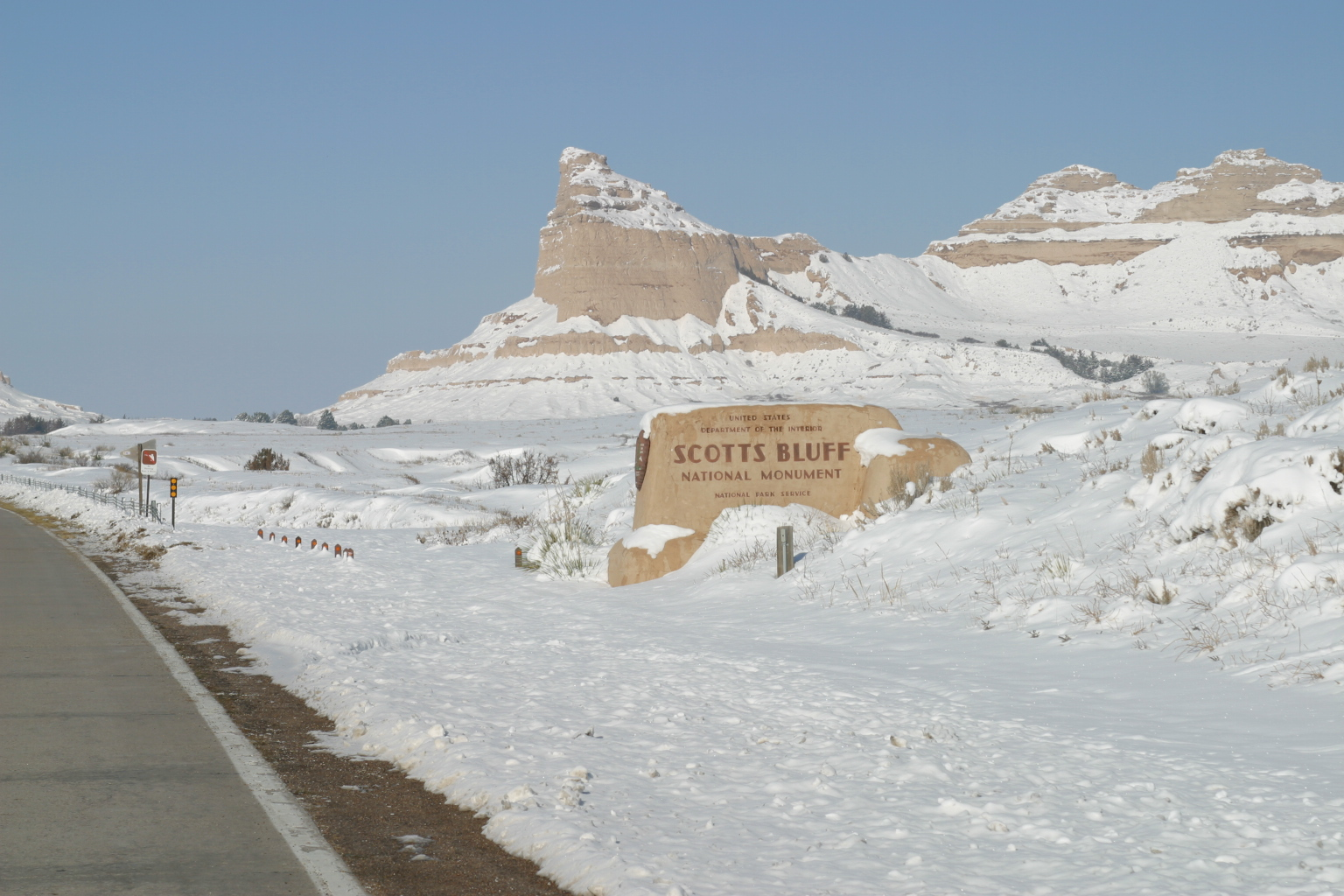
Tuyết rơi tại Đài tưởng niệm Quốc gia Scotts Bluff

Tiểu bang Nebraska có 2 dạng khí hậu chính. Nửa phía đông của tiểu bang có khí hậu lục địa ẩm còn nửa phía tây là khí hậu bán khô hạn. Tiểu bang có sự chênh lệch lớn về nhiệt độ và lượng mưa giữa các mùa trong năm. Nhiệt độ trung bình thì tương đối đồng nhất giữa các vùng của Nebraska, nhìn chung mọi nơi đều có mùa hè nóng và mùa đông khá lạnh.
Lượng mưa giảm dần từ phía đông sang phía tây: góc phía đông nam của tiểu bang nhận được 800 mm mỗi năm trong khi phần cực tây chỉ nhận 350 mm. Độ ẩm không khí cũng có xu hướng tương tự. Trong khi đó lượng tuyết rơi của Nebraska thì phân bố khá đồng đều và nằm trong khoảng 65–90 cm mỗi năm.
Tiểu bang Nebraska nằm trong Hành lang Lốc xoáy, một khu vực địa lý ở trung tâm nước Mỹ nơi lốc xoáy thường xuyên xảy ra. Các cơn dông và lốc xoáy thường diễn ra nhiều nhất trong các tháng mùa xuân và mùa hè, đôi khi là vào cả mùa thu. Ở miền tây Nebraska, hiện tượng foehn xảy ra do khu vực này nằm gần dãy núi Rocky khiến cho mùa đông của vùng này bớt lạnh giá.
| Địa điểm     | Tháng 7 (°F) | Tháng 7 (°C) | Tháng 1 (°F) | Tháng 1 (°C) |
| ------------ | ------------ | ------------ | ------------ | ------------ |
| Omaha        | 87/66        | 30/19        | 33/13        | 1/–10        |
| Lincoln      | 89/66        | 31/19        | 35/14        | 2/–10        |
| Grand Island | 87/64        | 31/17        | 36/14        | 2/–10        |
| Kearney      | 90/63        | 32/17        | 36/12        | 2/–11        |
| North Platte | 88/60        | 31/16        | 39/11        | 4/–11        |
| Papillion    | 87/66        | 31/19        | 32/12        | 0/–11        |

## Nhân khẩu
Cục Thống kê Dân số Hoa Kỳ ước tính dân số của Nebraska là 1.896.190 người vào ngày 1 tháng 7 năm 2015, dựa trên Điều tra dân số Hoa Kỳ 2010.

### Chủng tộc và dân tộc
| Chủng tộc                 | 1990  | 2000  | 2010  |
| ------------------------- | ----- | ----- | ----- |
| Da trắng                  | 93,8% | 89,6% | 86,1% |
| Da đen                    | 3,6%  | 4,0%  | 4,5%  |
| Da vàng                   | 0,8%  | 1,3%  | 1,8%  |
| Da đỏ                     | 0,8%  | 0,9%  | 1,0%  |
| Hawaii và Thái Bình Dương | -     | 0,1%  | 0,1%  |
| Chủng tộc khác            | 1,0%  | 2,8%  | 4,3%  |
| Đa chủng tộc              | -     | 1,4%  | 2,2%  |

Các dân tộc chiếm tỉ lệ cao nhất tại Nebraska là người Đức (38,6%), người Ireland (12,4%), người Anh (9,6%), người Mexico (8,7%), và người Séc (5,5%).
Nebraska là tiểu bang có số lượng người Mỹ gốc Séc cao nhất cả nước, với Butler là một trong hai quận duy nhất trên cả nước mà người gốc Séc chiếm đa số. Người Mỹ gốc Đức là dân tộc lớn nhất tại hầu hết các hạt của Nebraska, đặc biệt là ở miền đông của tiểu bang. Thurston là hạt duy nhất của bang trong đó người da đỏ chiếm đa số.

### Đô thị hóa

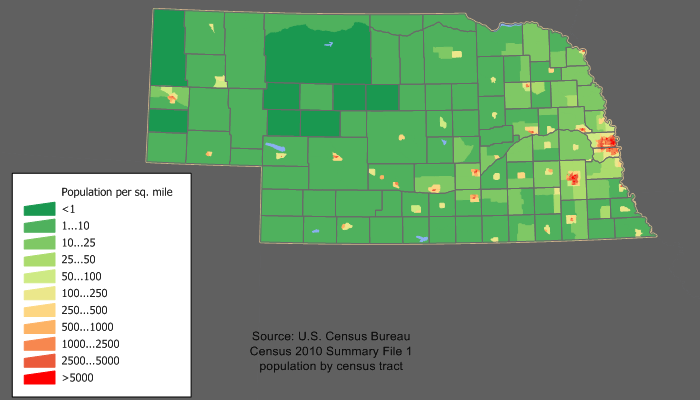
Mật độ dân cư tiểu bang Nebraska

Không chỉ riêng Nebraska mà tại nhiều tiểu bang khác ở vùng Trung Tây Hoa Kỳ, việc người dân chuyển từ nông thôn ra thành phố khiến cho dân số của nhiều quận bị giảm xuống. Ước tính khoảng 89% các điểm cư dân tại Nebraska có dưới 3000 người và tiểu bang này có tới hàng trăm thị trấn dân số không quá 1000. Dân số giảm tại các quận nông thôn khiến một số trường học không có đủ học sinh.
Từ năm 1990 đến 2000, 53 trong số 93 quận của Nebraska bị giảm dân số. Quận Frontier có mức giảm nhẹ nhất là 0,06% trong khi quận Hitchcock mất tới 17,04%.
Ngược lại, các vùng đô thị lớn của Nebraska lại ghi nhận mức gia tăng dân số nhanh chóng. Thành phố Omaha có dân số là 390.007 vào năm 2000 nhưng đã tăng lên tới 414.521 vào năm 2005 (tăng 6,3% trong vòng 5 năm). Tương tự, dân số của thủ phủ Lincoln cũng tăng từ 225.581 của năm 2000 lên 258.379 vào năm 2010 (tăng 14,5% trong vòng 10 năm).

### Tôn giáo
Cơ cấu tôn giáo của người dân Nebraska như sau:
- Kitô giáo – 90%
  - Công giáo – 28%
  - Lutheran – 16%
  - Giám Lý – 11%
  - Báp-tít – 9%
  - Trưởng Nhiệm – 4%
  - Các nhóm Tin Lành khác – 21%
  - Các nhóm Kitô giáo khác – 1%
- Không tôn giáo – 9%
- Các tôn giáo khác – 1%

## Chính phủ

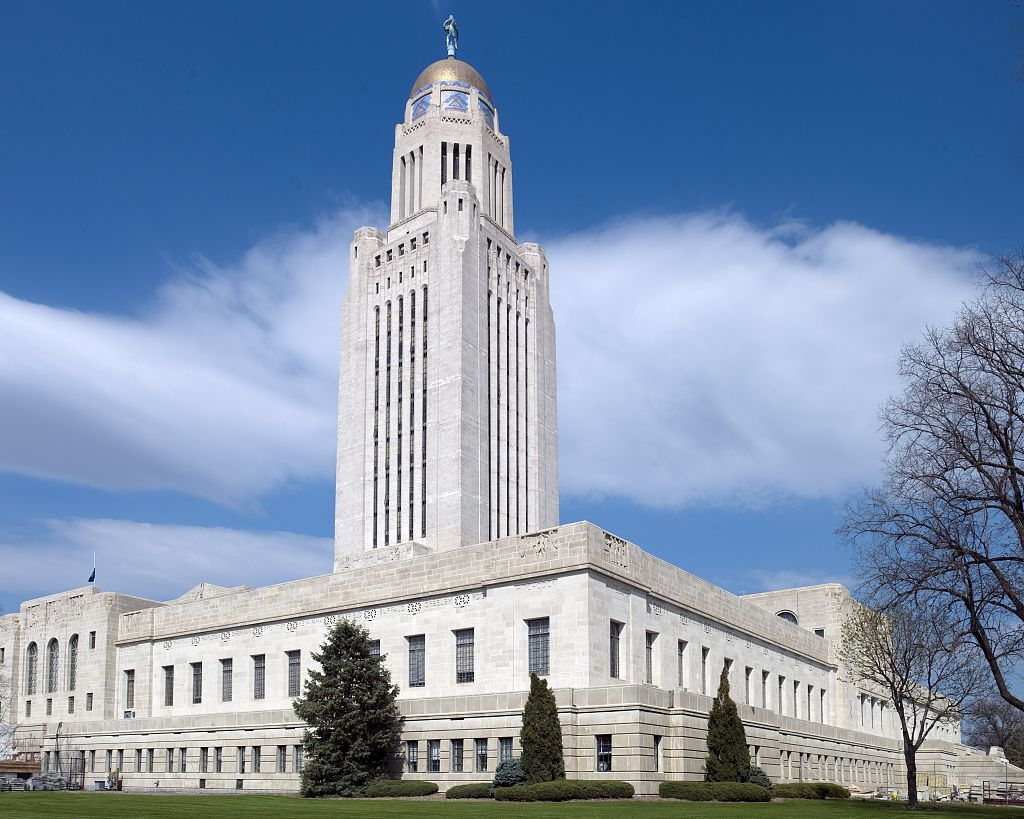
Điện Capitol Nebraska, nơi làm việc của Lập pháp Tiểu bang tại thủ phủ Lincoln

Chính phủ tiểu bang Nebraska hoạt động trong khuôn khổ của Hiến pháp Nebraska, được thông qua vào năm 1875. Theo đó, các hoạt động của chính phủ được tổ chức theo nguyên tắc tam quyền phân lập, bao gồm các nhánh: hành pháp, lập pháp, và tư pháp.

### Nhánh hành pháp
Đứng đầu nhánh hành pháp là thống đốc Nebraska, hiện này là ông Pete Ricketts. Thống đốc và phó thống đốc bang có nhiệm kỳ 4 năm.

### Nhánh lập pháp
Nghị viện Nebraska là cơ quan Lập pháp Tiểu bang duy nhất ở Hoa Kỳ được tổ chức theo hình thức đơn viện thay vì lưỡng viện như các nơi khác, do đó các đại biểu của cơ quan này đều được gọi là thượng nghị sĩ bang. Một điểm độc đáo nữa của Lập pháp Nebraska là việc các đại biểu của Lập pháp Tiểu bang được bầu theo thể thức không đảng phái, có nghĩa là tên của ứng viên trên phiếu bầu sẽ không đi kèm với tên đảng phái họ tham gia. Trong cơ quan Lập pháp Tiểu bang, các ghế Chủ tịch và ủy viên được bầu chọn mà không phụ thuộc vào việc đảng nào đang chiếm đa số trong cơ quan này. Lập pháp Tiểu bang Nebraska có thể vượt qua sự phủ quyết của thống đốc bang nếu hơn 3/5 số đại biểu ủng hộ, khác với các bang khác là 2/3.
Khi Nebraska trở thành một tiểu bang vào năm 1867, nhánh lập pháp của tiểu bang vẫn có cả Thượng viện và Hạ viện. Thượng nghị sĩ liên bang George W. Norris và nhiều công dân Nebraska khác đưa ra đề xuất thành lập cơ chế lập pháp đơn viện vì cho rằng hình thức tổ chức lưỡng viện có những yếu tố không dân chủ. Họ đề xuất một cuộc trưng cầu dân ý. Năm 1934, người dân Nebraska quyết định bãi bỏ Hạ viện tiểu bang để lập nên thể chế đơn viện hiện nay trong bối cảnh cuộc Đại khủng hoảng khiến kinh tế Hoa Kỳ lâm vào suy thoái.

### Nhánh tư pháp
Nebraska có hệ thống tư pháp thống nhất, đứng đầu là Tòa án Tối cao Nebraska có thẩm quyền đối với tất cả các tòa án tại tiểu bang này.

### Đại diện tại chính phủ liên bang
Giống như các tiểu bang khác, Nebraska gửi 2 thượng nghị sĩ đến Thượng viện Hoa Kỳ. Các thượng nghị sĩ hiện tại của Nebraska là bà Deb Fischer và ông Ben Sasse, đều thuộc Đảng Cộng hòa. Nebraska có 3 đại diện tại Hạ viện Hoa Kỳ.
Trong các cuộc bầu cử tổng thống Hoa Kỳ, Nebraska cùng với Maine là 2 tiểu bang cho phép chia phiếu Đại cử tri Đoàn. Ví dụ, trong cuộc bầu cử tổng thống Hoa Kỳ năm 2008, John McCain thắng 4 phiếu đại cử tri còn Barack Obama thắng 1 phiếu từ bang Nebraska. Ở các tiểu bang còn lại, ứng viên tổng thống chiến thắng trong cuộc bầu cử tiểu bang sẽ lấy hết phiếu đại cử tri tại nơi đó.
Theo một điều luật năm 1991 của Nebraska, 2 phiếu đại cử tri của tiểu bang sẽ được dành cho ứng viên tổng thống thu được nhiều phiếu phổ thông nhất trên toàn bộ tiểu bang, 3 phiếu còn lại sẽ thuộc về người chiến thắng tại 3 khu vực quốc hội.

### Chính trị
Hầu như trong suốt lịch sử của mình, Nebraska là một tiểu bang trung thành với Đảng Cộng hòa. Từ năm 1940 đến nay, Đảng Dân chủ mới chỉ chiến thắng tại Nebraska có 1 lần duy nhất với ứng viên Lyndon B. Johnson năm 1964. Trong cuộc bầu cử tổng thống Hoa Kỳ năm 2004, ông George W. Bush thắng cả năm phiếu đại cử tri của Nebraska với cách biệt lên đến 33%. Trong cuộc bầu cử tổng thống Hoa Kỳ năm 2016, ứng viên của Đảng Cộng hòa Donald Trump cũng chiến thắng cả năm phiếu tại Nebraska.
Song song với truyền thống ủng hộ Đảng Cộng hòa, Nebraska cũng thường bầu cho các đại biểu trung dung vào các vị trí quan trọng của cả cấp tiểu bang và liên bang. Tiêu biểu cho xu hướng này là việc Nebraska từng bầu ông Ben Nelson, một thượng nghị sĩ liên bang nổi tiếng bảo thủ thuộc Đảng Dân chủ từ năm 2001 đến 2013.
Cựu tổng thống Gerald Ford sinh ra tại Nebraska nhưng rời khỏi bang này từ khi ông còn nhỏ. William Jennings Bryan, người gốc Illinois từng đại diện cho Nebraska tại Quốc hội Hoa Kỳ và từng giữ chức Bộ trưởng Ngoại giao Hoa Kỳ dưới thời tổng thống Woodrow Wilson. Ông Bryan cũng từng tranh cử tổng thống 3 lần nhưng không thành công.

## Kinh tế

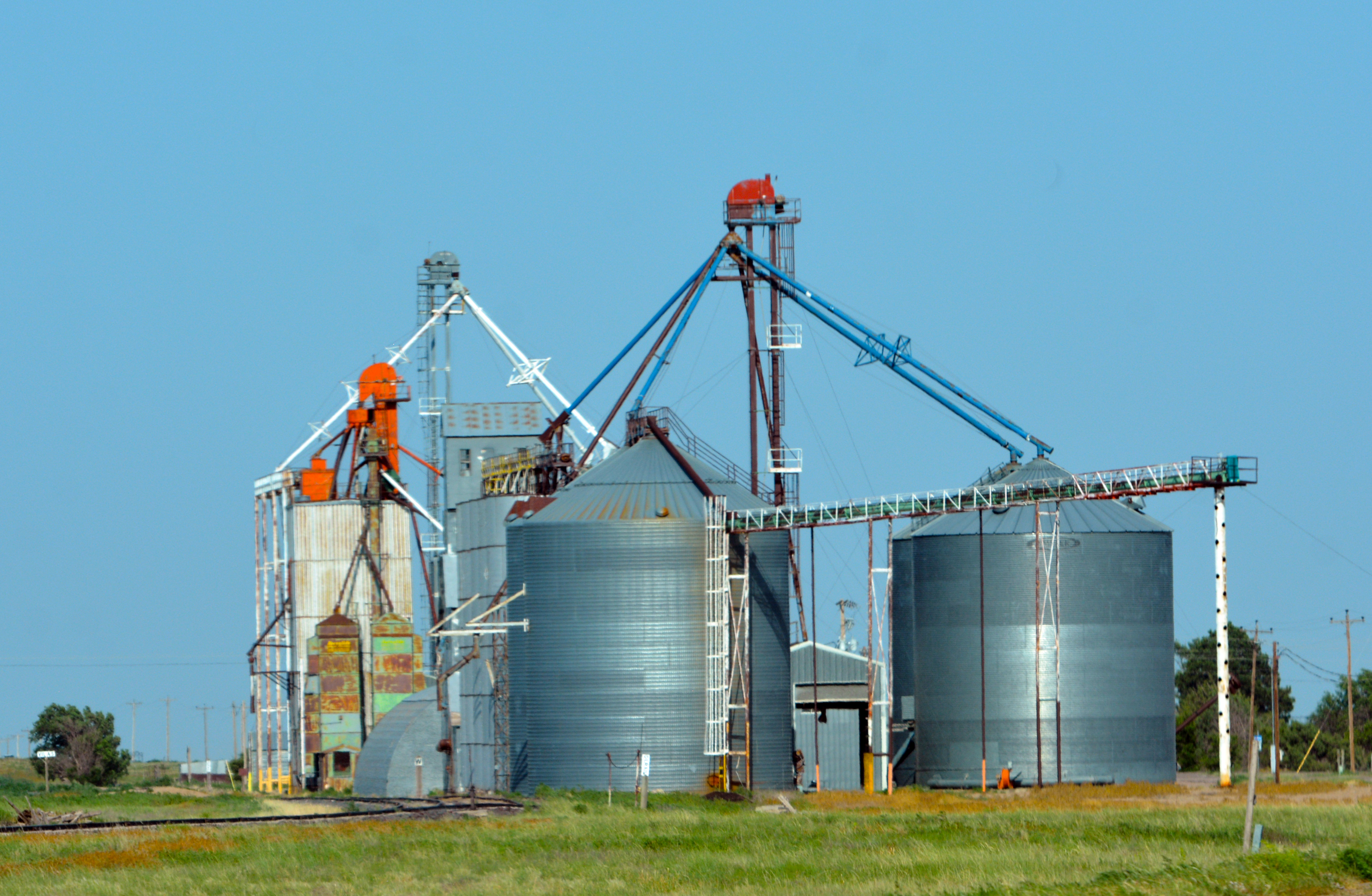
Các kho dự trữ ngũ cốc ở Nebraska

Năm 2015, GDP của Nebraska đạt 112,2 tỉ USD, xếp thứ 35 trong tổng số 50 tiểu bang của Hoa Kỳ. Nebraska là một bang mạnh về nông nghiệp, với những sản phẩm chủ lực là thịt bò, thịt lợn, ngô, đậu tương và cao lương. Một số ngành quan trọng trong kinh tế Nebraska là chế tạo, du lịch, vận chuyển hàng hóa, viễn thông, công nghệ thông tin và bảo hiểm.
Thu nhập trung vị của hộ gia đình tại Nebraska là 60.474 USD vào năm 2015, đứng thứ 18 trong số 51 đơn vị hành chính (gồm 50 tiểu bang cộng thêm thủ đô Washington D.C.) và cao hơn khoảng 4.000 USD so với mức trung bình của Hoa Kỳ.
Thành phố Omaha là nơi đặt trụ sở của công ty Berkshire Hathaway của tỷ phú Warren Buffett, một trong những người giàu nhất thế giới. Đây là cũng là nơi sinh của nhà đầu tư nổi tiếng này.

## Văn hóa

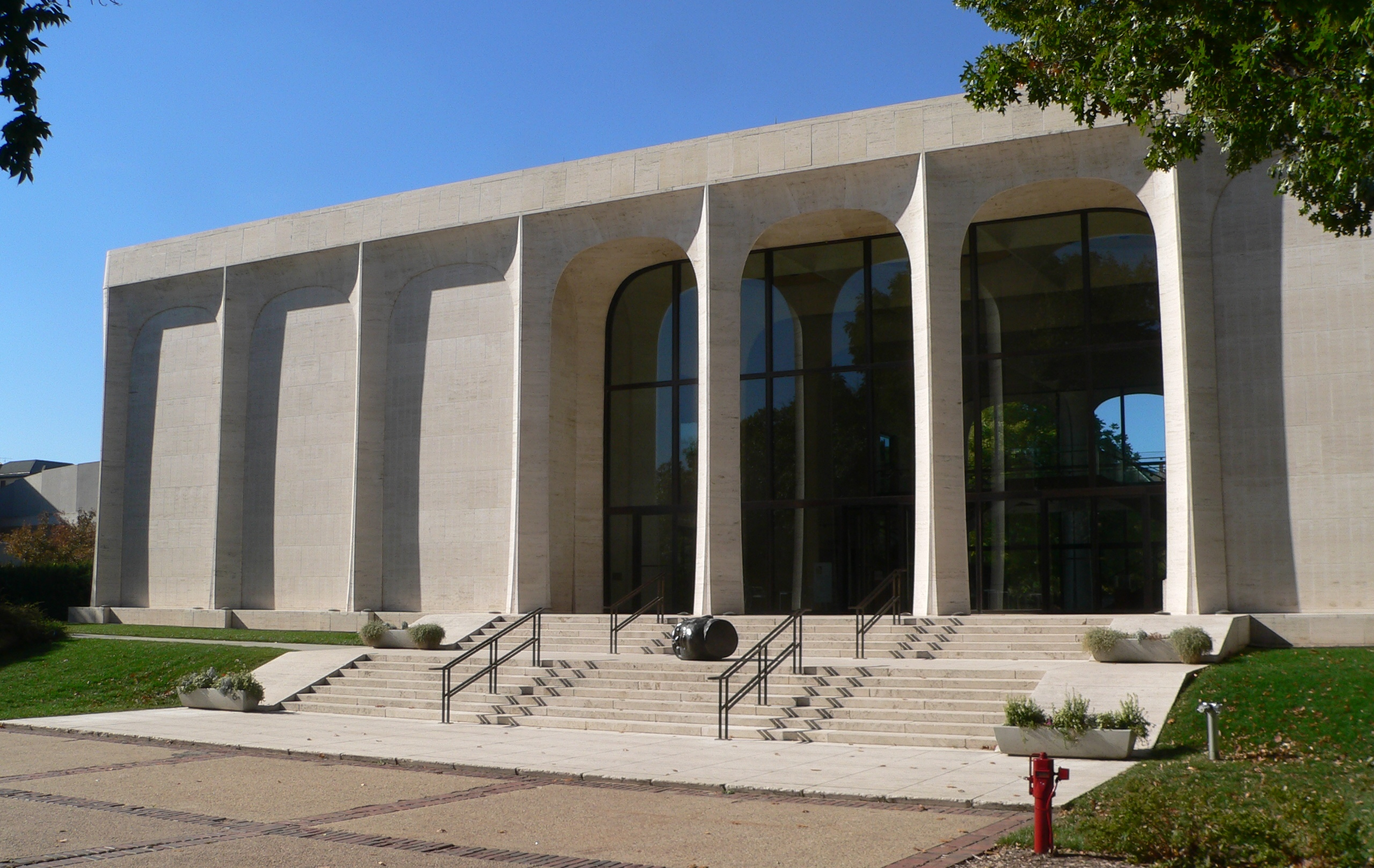
Bảo tàng Mĩ thuật Sheldon ở Lincoln

### Văn học
Willa Cather, Mari Sandoz và Bess Streeter Aldrich là ba trong số những nhà văn tiêu biểu viết về Nebraska. Các tác phẩm của họ thường khai thác chủ đề như cuộc sống của người nông dân miền biên viễn, lối sống của những cộng đồng dân cư đa dạng cũng như những khổ đau của người Mỹ bản địa.
Năm 2005, nhà thơ Ted Kooser đoạt giải Pulitzer về thơ. Ông viết nhiều tác phẩm về đời sống nông thôn ở vùng Trung Tây nước Mỹ.

### Nghệ thuật
Nebraska có nhiều bảo tàng phục vụ việc nghiên cứu và tham quan về nhiều chủ đề khác nhau: bảo tàng Stuhr ở Grand Island được thành lập nhằm giới thiệu về đời sống của người nông dân di cư đến Nebraska vào thế kỉ 19 và trưng bày các hiện vật của người bản địa. Bảo tàng Great Plains Black tại Omaha giới thiệu về cuộc sống của người Mỹ gốc Phi.
Bảo tàng Mỹ thuật Joslyn tại Omaha và Bảo tàng Mỹ thuật Sheldon ở Lincoln có nhiều bộ sưu tập nghệ thuật lớn tại tại tiểu bang Nebraska.

## Giáo dục
Hệ thống Đại học Nebraska
- Đại học Nebraska–Lincoln
- Đại học Nebraska tại Kearney
- Đại học Nebraska tại Omaha
- Đại học Y Nebraska
- Cao đẳng Kỹ thuật Nông nghiệp Nebraska

Hệ thống Cao đẳng Tiểu bang Nebraska
- Cao đẳng Tiểu bang Chadron
- Cao đẳng Tiểu bang Peru
- Cao đẳng Tiểu bang Wayne